# Little Johnny C
Little Johnny C — студійний альбом американського джазового трубача Джонні Коулса, випущений у 1963 році лейблом Blue Note Records.

## Опис
На цій сесії для Blue Note, яку очолив трубач Джонні Коулс, піаніст Дюк Пірсон (чий внесок включає аранжування та п'ять із шести композицій альбому) також виглядає як її лідер. Традиційно вражаючий склад музикантів Blue Note (до якого увійшли саксофоніст Лео Райт на альті і флейті, тенор-саксофоніст Джо Гендерсон, басист Боб Креншоу, Волтер Перкінс і Піт Ла Рока на ударних, а також Коулс і Пірсон) працює з маловідомим матеріалом з креативною вигадливістю. Найбільше виділяється заглавна композиція і балада «So Sweet My Little Girl».

## Список композицій
1. «Little Johnny C.» (Дюк Пірсон)  — 5:12
2. «Hobo Joe» (Джо Гендерсон) — 8:15
3. «Jano» (Дюк Пірсон)  — 7:24
4. «My Sweet Passion» (Дюк Пірсон)  — 7:11
5. «Heavy Legs» (Дюк Пірсон)  — 6:01
6. «So Sweet My Little Girl» (Дюк Пірсон)  — 6:26

## Учасники запису
- Джонні Коулс — труба
- Лео Райт — альт-саксофон, флейта
- Джо Гендерсон — тенор-саксофон
- Дюк Пірсон — фортепіано, текст
- Боб Креншоу — контрабас
- Волтер Перкінс (1—3), Піт Ла Рока (4—6) — ударні

Технічний персонал
- Альфред Лайон — продюсер
- Руді Ван Гелдер — інженер
- Френсіс Вульфф — фотографія обкладинки
- Рід Майлз — дизайн обкладинки